# Platkopwespen
De platkopwespen (Bethylidae) zijn een familie uit de orde van de vliesvleugeligen (Hymenoptera). Bij de familie zijn 1900 soorten in 84 genera ingedeeld (exclusief fossiele soorten).

## In Nederland waargenomen soorten
- Genus: Bethylus
  - Bethylus boops
  - Bethylus cephalotes
  - Bethylus dendrophilus
  - Bethylus fuscicornis
- Genus: Cephalonomia
  - Cephalonomia formiciformis - (Zwamplatkopwesp)
- Genus: Epyris
  - Epyris bilineatus
  - Epyris brevipennis
  - Epyris niger
- Genus: Goniozus
  - Goniozus claripennis
  - Goniozus distigmus
- Genus: Laelius
  - Laelius femoralis
- Genus: Pseudisobrachium
  - Pseudisobrachium subcyaneum
- Genus: Rhabdepyris
  - Rhabdepyris myrmecophilus

## Geslachten
(Indicatie van aantallen soorten per geslacht tussen haakjes)
- Allepyris  (4)
- Anaylax  (4)
- Anisobrachium  (1)
- Ateleopterus  (1)
- Bethylus  (26)
- Cephalonomia  (17)
- Clytrovorus  (6)
- Codorcas  (1)
- Dissomphalus  (1)
- Epyris  (28)
- Glenosema  (4)
- Goniozus  (9)
- Heterocoelia  (12)
- Holepyris  (23)

- Isobrachium  (3)
- Israelius  (1)
- Laelius  (9)
- Mesitius  (8)
- Metrionotus  (6)
- Odontepyris  (2)
- Parascleroderma  (14)
- Plastanoxus  (5)
- Pristocera  (2)
- Pseudisobrachium  (4)
- Psilobethylus  (2)
- Rhabdepyris  (9)
- Sclerodermus  (23)
- Sulcomesitius  (1)